# Jeep Wagoneer (2021)
La Jeep Wagoneer è un'autovettura prodotta dalla casa automobilistica statunitense Jeep dal 2021.
È stata presentata in forma prototipale a settembre 2020, per poi essere svelata in veste definitiva nel marzo 2021. La vettura è la prima ad esordire dopo la fusione FCA-PSA e la creazione del gruppo Stellantis.

## Storia

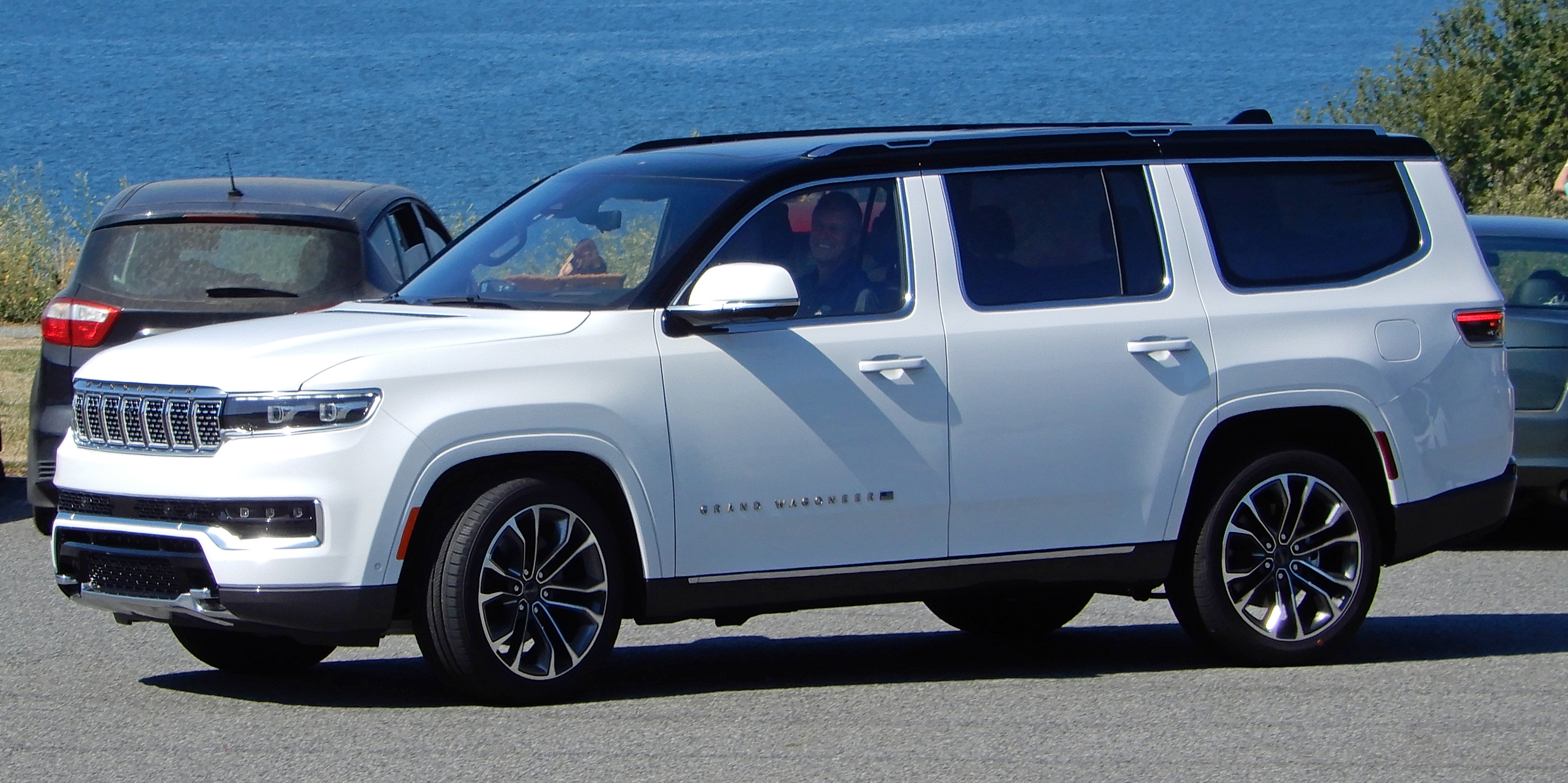
Vista laterale di una Grand Wagoneer

Nel gennaio 2011 Sergio Marchionne, l'allora CEO di Fiat Group Automobiles e successivamente di Fiat Chrysler Automobiles (FCA), ha annunciato in una conferenza stampa al North American International Auto Show di Detroit che il nome "Grand Wagoneer" sarebbe stato riportato in auge su un nuovo SUV di grandi dimensioni a sette posti. Il 2 settembre 2013 Chrysler ha annunciato che avrebbe rimandato la produzione della Grand Wagoner al 2015 in sostituzione della Dodge Durango, per fare concorrenza alle Cadillac Escalade e Lincoln Navigator.
Il 9 giugno 2015 la FCA ha annunciato che avrebbe presentato una nuova versione della Grand Wagoneer il 25 agosto 2015. Nell'agosto 2015, tuttavia, la Fiat ha annunciato che la produzione sarebbe stata posticipata nel 2018 e che la costruzione avrebbe avuto luogo presso il rinnovato stabilimento Warren Truck Assembly. Il 18 ottobre 2016 la Jeep ha pubblicato delle foto teaser della Grand Wagoneer, le quali indicavano che sarebbe stata basata sulla Dodge Durango di terza generazione e che avrebbe esorditi nel 2019. Il piano inizialmente previsto però ha subito nuovi ritardi.
Il 5 dicembre 2019 sono state diffuse delle immagini di una Jeep Grand Wagoneer camuffata che utilizzava un corpo vettura della RAM 1500. A causa della pandemia di COVID-19 del 2020, FCA ha ritardato l'inizio della produzione di oltre tre mesi rispetto alle pianificazioni iniziali, facendo slittare il debuttato all'inizio del 2021.
Il 3 settembre 2020 la Jeep ha presentato il concept della Jeep Grand Wagoneer, che prefigura la Grand Wagoneer di serie commercializzata nella primavera del 2021. Il concept si caratterizza per una carrozzeria massiccia con fari squadrati e una griglia a 7 feritoie. Una caratteristica peculiare della vettura è la mancanza sia sulla carrozzeria che nell'abitacolo di loghi, stemmi o scritte della Jeep. Il modello definitivo per la produzione in serie della Grand Wagoneer è stato presentato l'11 marzo 2021.
La vettura, basata sulla Piattaforma Ram DT, condivide sia lo schema meccanico che le motorizzazioni con il coevo RAM Pickup. A spingere la vettura ci sono due motorizzazioni a benzina: un motore V8 ibrido leggero chiamato Hemi eTorque da 5,7 litri da 392 CV e 548 Nm di coppia e un 6,4 litri Hemi V8 da 471 CV e 617 Nm, che la fa scattare con quest'ultima motorizzazione da 0 a 100 km/h in 6 secondi. La trasmissione è affidata a un cambio Torqueflite di derivazione ZF a 8 velocità automatico a convertitore di coppia che può essere abbinato alla sola trazione posteriore o integrale.
In seguito nella primavera del 2022 ha debuttato il nuovo motore denominato Hurricane, un benzina a sei cilindri in linea con sovralimentazione mediante doppio turbocompressore da 3,0 litri. La versione base di questo propulsore, produce 420 cavalli e 635 Nm di coppia. La versione ad alte prestazioni del "Hurricane", eroga invece 510 cavalli e 680 Nm di coppia.